# Ирис пёстрый
Ирис пёстрый, или Касатик пёстрый (лат. Iris variegata) — многолетнее травянистое растение; вид рода Ирис (Iris) семейства Ирисовые, или Касатиковые (Iridaceae). Природный ареал — Центральная Европа; выращивается как садовое растение.

## Ботаническое описание

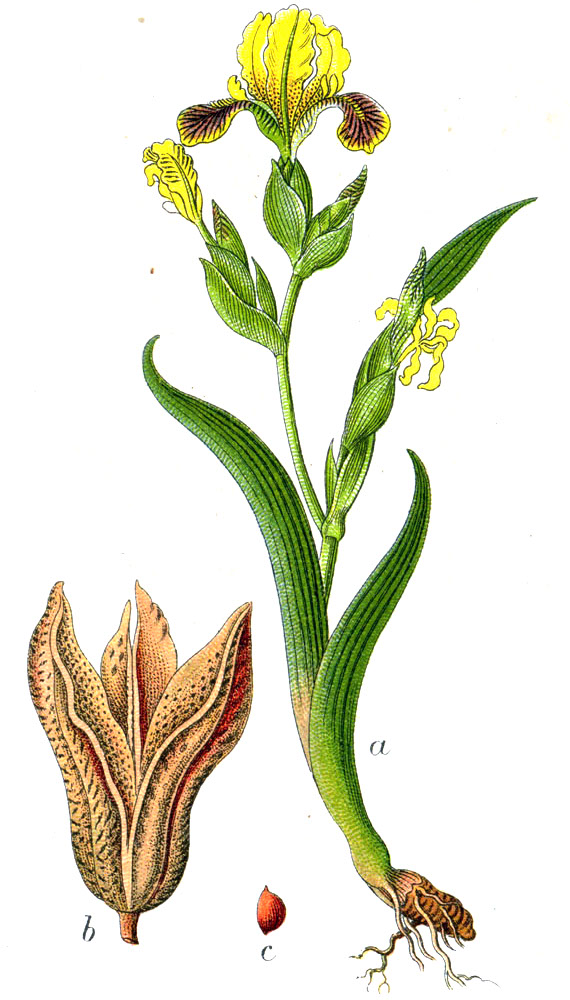

Многолетнее травянистое растение до 40—50 см высотой. Корневище толщиной 1—2 см; стебель прямостоячий, в верхней части ветвистый.
Прикорневые листья ярко-зелёные, широко- или линейно-мечевидные, 15—25 мм шириной, 12—30 см длиной, не превышающие в длину половины стебля; прямые или слегка изогнутые, с продольной ребристостью в средней части пластинки.
Цветоносы короткие, 3—5 (7—9) цветковые.
Цветки крупные, 3—5 см в поперечнике, без запаха, двуцветные: наружные доли околоцветника с сеткой красно-коричневых или пурпурных жилок, сливающихся на конце пластинки в одно общее тёмно-бордовое пятно; внутренние доли ярко- или бледно-жёлтые, без жилок или с жилками только у основания; бородка жёлтая. Окраска заметно вариабельна, в том числе по причине гибридизации с другими видами: так, наружные доли околоцветника могут быть почти белыми, а жилки синеватыми; жилкование может быть более или менее выраженным; по краю может проходить светлая кайма без жилок и т. п. Цветение в конце весны — начале лета; продолжительность до 25 дней.
Коробочка продолговатая, 3—4 см длиной; семена сравнительно небольшие, 4—5 мм длиной и 3—4 мм шириной, морщинистые, светло- или тёмно-коричневые, с заметным носиком; распространяются муравьями.

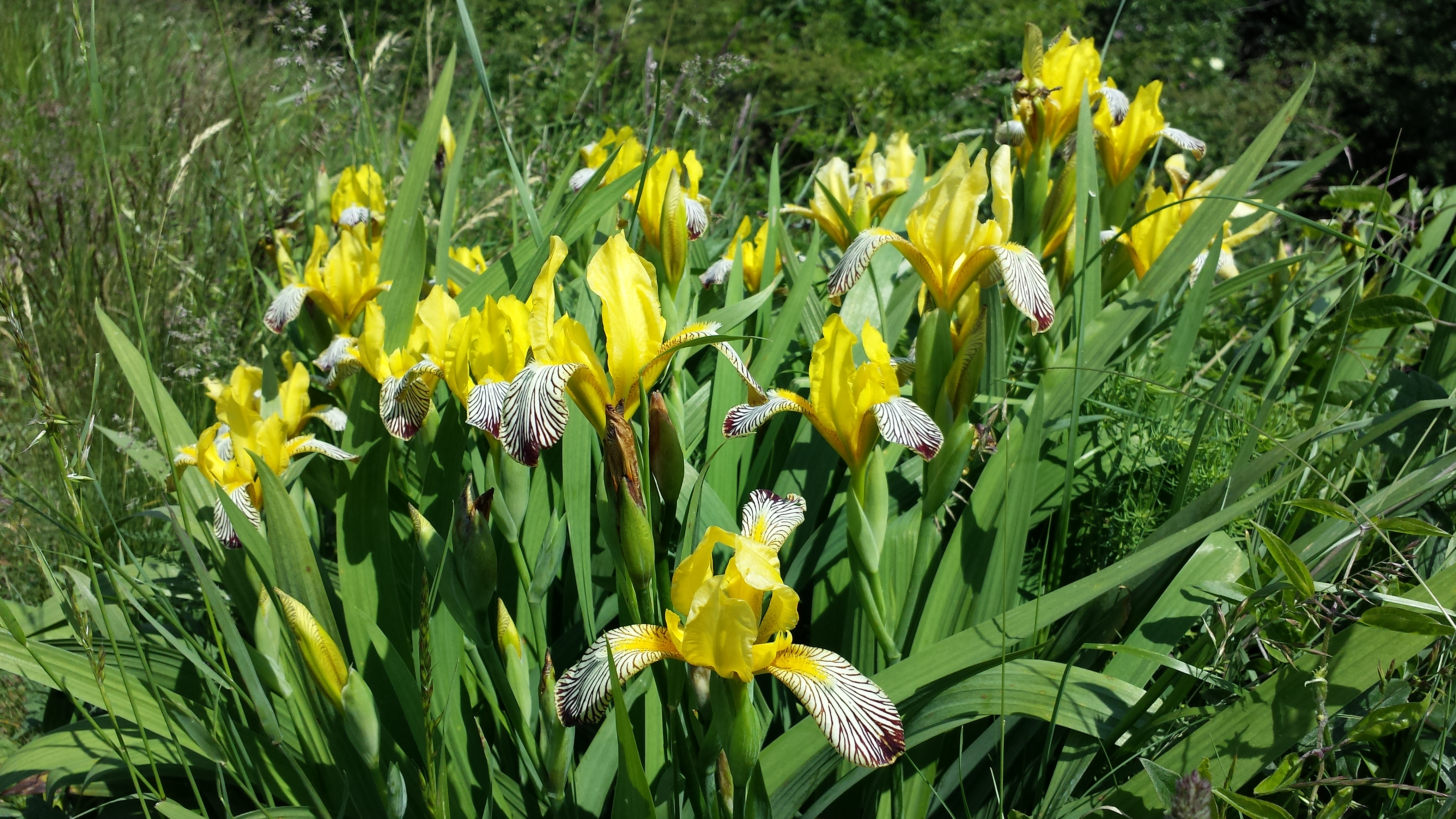
Группа растений в окрестностях Вены (Австрия)
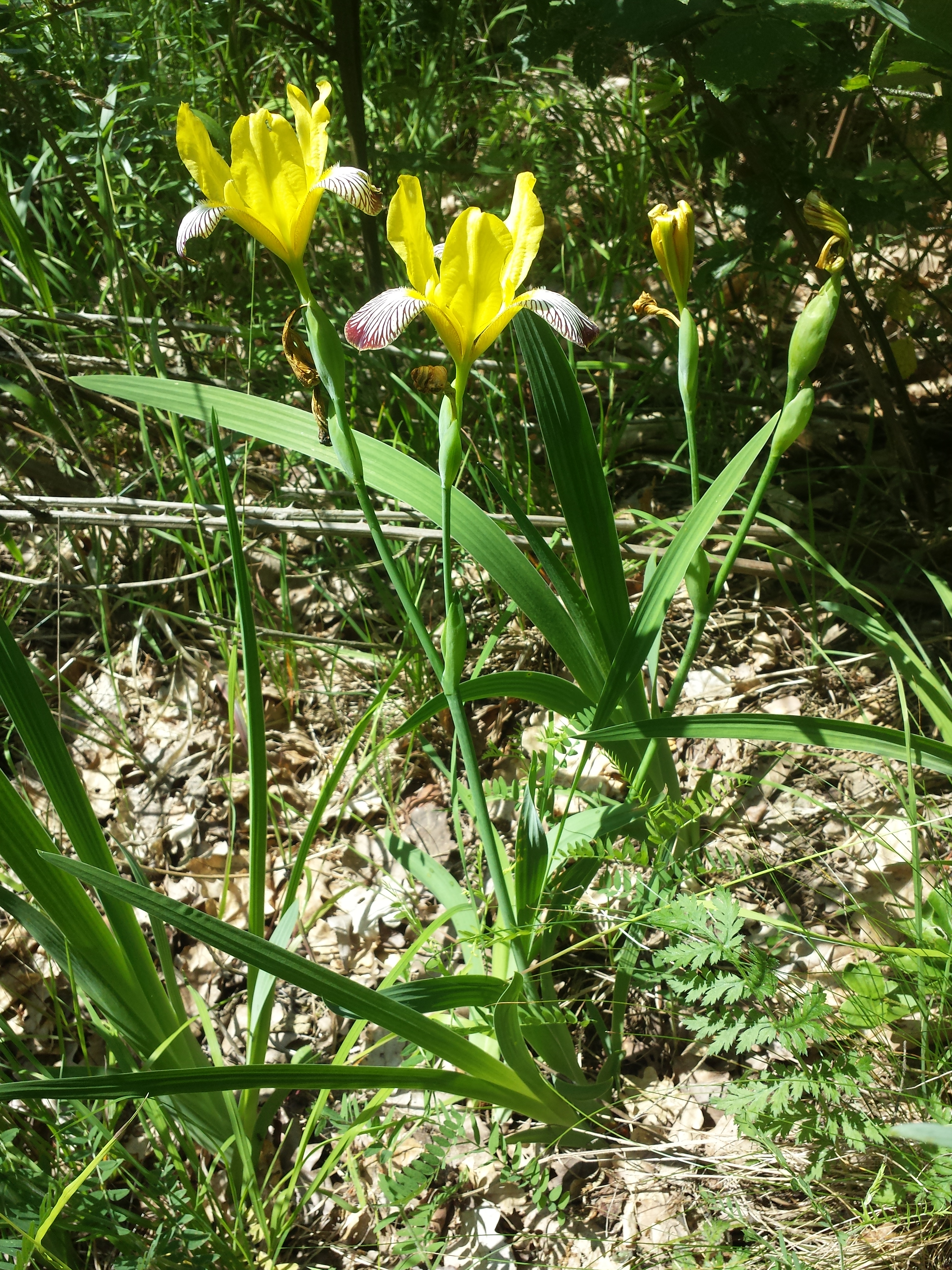
Цветущие растения
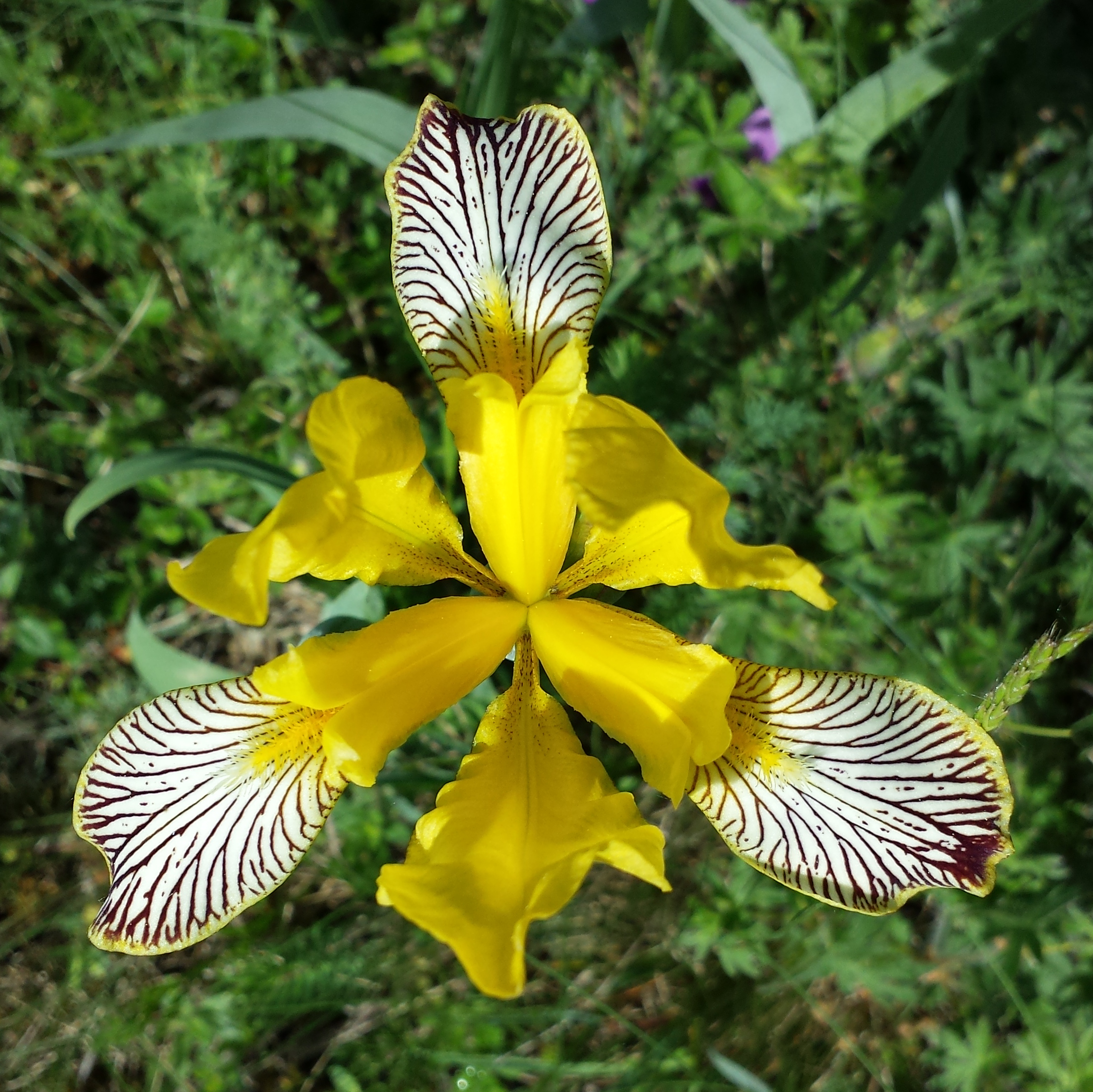
Цветок Iris variegata
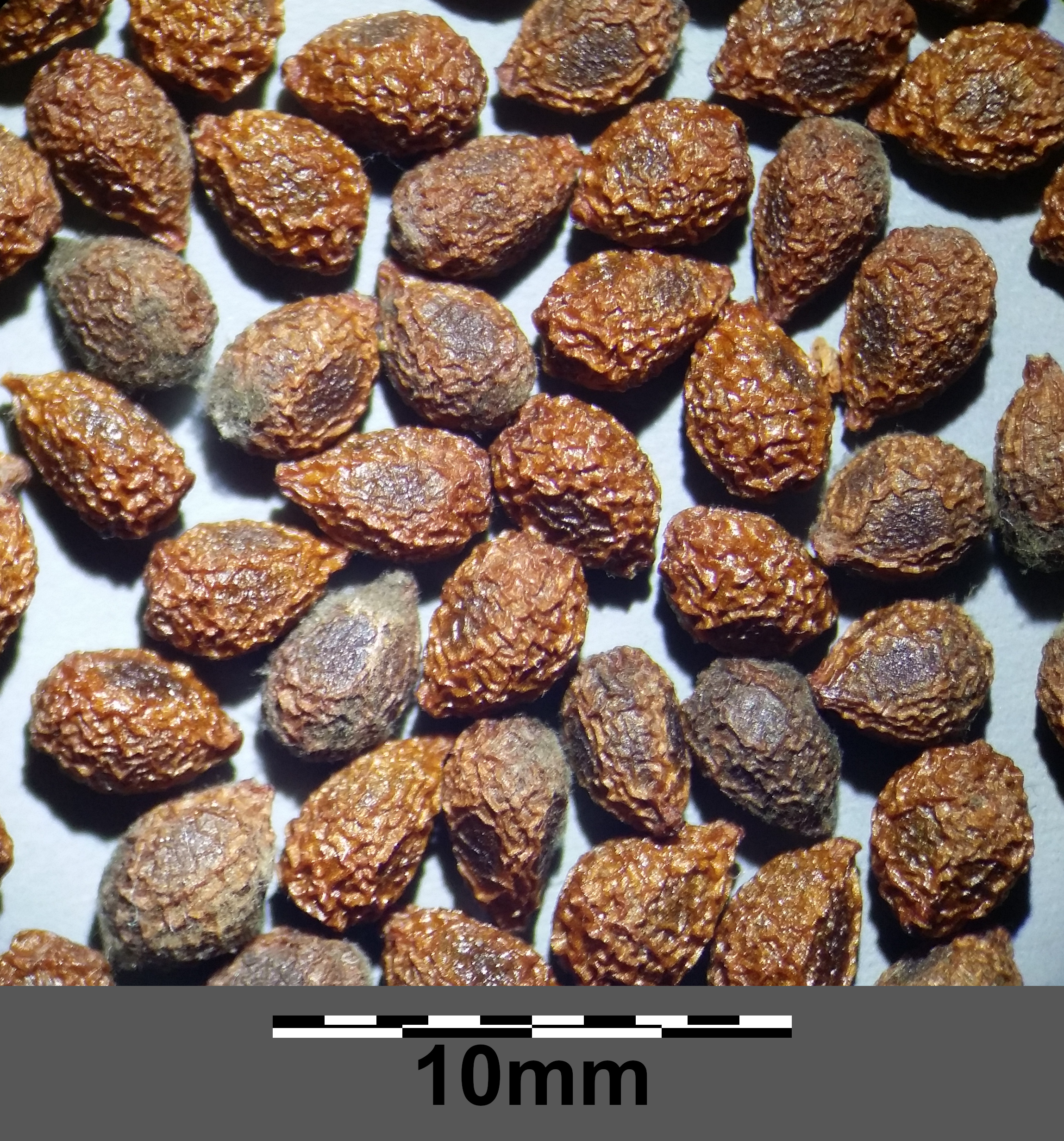
Семена

## Распространение и экология
Вид имеет сравнительно небольшой ареал в Центральной, Южной и Восточной Европе. На западной границе ареал включает Германию, далее на восток проходит через Чехию (центральная и южная Моравия), Австрию, Словакию, Венгрию, Румынию и Молдову, вплоть до западной части Украины; на юге простирается через страны бывшей Югославии до Болгарии. Встречается на сухих каменистых склонах, среди кустарников, в редколесьях, на лесных полянах, степных лугах, по опушкам дубрав.

## Культивирование
Ирис пёстрый — популярное декоративное растение, один из первых видов, использованных при создании садовых форм ириса. Так, многие сорта из группы высоких и среднерослых бородатых ирисов ('Mariot King', 'Gay Hussar' и др.) воспроизводят признаки I. variegata: вздутые травянисто-зелёные обёртки, двуцветные цветки, отсутствие аромата.
В культуре неприхотлив, быстро разрастается. Предпочитает солнечные места. Легко образует гибриды, в частности с Iris pallida; некоторые из форм высокодекоративны.

## Охранный статус
На территории Молдовы — редкий охраняемый вид. Охраняется также в Чехии и Словакии.

## Таксономия
По данным The Plant List на 2025 год, в синонимику вида входят:
- Iris flavescens Delile
- Iris lepida  Heuff.
- Iris leucographa  A.Kern.
- Iris limbata Besser ex Steud.
- Iris mangaliae  Prodán
- Iris reginae  Horvat & M.D.Horvat
- Iris rudskyi  Horvat & M.D.Horvat
- Iris × squalens subsp. lepida  (Heuff.) Nyman
- Iris variegata var. foienii Prodán & Buia
- Iris variegata subsp. leucographa (A.Kern.) Nyman
- Iris variegata var. pontica  Prodán
- Iris variegata var. tirnavae  Prodán & Buia